# Dikimevi
Dikimevi es un barrio en la ciudad de Ankara, y la estación terminal hacia el este del Ankaray, componente del Metro de Ankara, en  Turquía. Se encuentra en el distrito de Çankaya cerca al Hospital Universitario, la Facultad de Medicina de la Universidad de Ankara y la Asociación de Veteranos de Guerra de Turquía (Türkiye Muharip Gaziler Derneği Genel Merkezi).
El barrio recibe su nombre de los talleres de sastrería militar (Dikimevi) que funcionaron en esta parte de la ciudad desde la Guerra de Liberación Nacional Turca.